# Hernán Hechalar
Hernan hechalar (Córdoba, Argentina; 12 de agosto de 1988) es un Exfutbolista argentino. Jugaba como mediocampista o extremo por izquierda,.

## Trayectoria
Integró la Selección Argentina Sub-17 en el año 2004.
Hernán Hechalar, es un jugador caracterizado por su velocidad y su arranque hacia su oponente, por eso es apodado "El rayo" o "El mago".
Llega a Colombia al Club Deportivo Atlético Huila, en donde fue figura en el año 2014, teniendo un registro de 15 goles y 17 asistencias.

## Clubes
| Club                        | País      | Año       |
| --------------------------- | --------- | --------- |
| Belgrano de Córdoba         | Argentina | 2005-2008 |
| Juventud Antoniana de Salta | Argentina | 2009      |
| Guaraní                     | Paraguay  | 2009-2010 |
| Juventud Antoniana de Salta | Argentina | 2010-2012 |
| Unión de Mar del Plata      | Argentina | 2012-2013 |
| Atlético Huila              | Colombia  | 2014      |
| Independiente Medellín      | Colombia  | 2015-2017 |
| Atlético Tucumán            | Argentina | 2017-2018 |
| Delfín                      | Ecuador   | 2018      |
| Atlético Huila              | Colombia  | 2019      |
| Gimnasia y Esgrima de Jujuy | Argentina | 2019      |
| Cobreloa                    | Chile     | 2020      |
| Juventud Antoniana de Salta | Argentina | 2020-Act. |

## Palmarés

### Campeonatos nacionales
| Título          | Club                   | País     | Año  |
| --------------- | ---------------------- | -------- | ---- |
| Torneo Apertura | Guaraní                | Paraguay | 2010 |
| Torneo Apertura | Independiente Medellín | Colombia | 2016 |

### Otros logros
| Título                     | Club                | País      | Año  |
| -------------------------- | ------------------- | --------- | ---- |
| Ascenso a Primera División | Belgrano de Córdoba | Argentina | 2006 |